# محمود احمدی‌نژاد در انتخابات ریاست‌جمهوری ایران (۱۳۸۸)

حدود درصد رای‌های احمدی‌نژاد به تفکیک استان

محمود احمدی‌نژاد در انتخابات ریاست جمهوری مقاله‌ای است که به فعالیت‌ها، موضع گیری‌ها و اتفاقات درخور توجه حضور محمود احمدی‌نژاد در انتخابات ریاست جمهوری ایران در سال ۱۳۸۸ می‌پردازد. وی که طی سال‌های ۱۳۸۴ تا ۱۳۸۸ پست ریاست جمهوری را در ایران بر عهده داشت، در شرایطی وارد عرصه انتخابات شد که اتهام عدم مدیریت مناسب وی در مدیریت کشور طی دوره قبلی ریاست جمهوری و اتهام سوءاستفاده از امکانات دولتی برای تبلیغات از مهم‌ترین چالش‌های حضور وی در این انتخابات است.
او برای جمع کردن رأی در بین مردم مستمری بازنشستگان را افزایش داد و سهام عدالت را به مردم پرداخت کرد

## نامزدی در انتخابات
وی در چهارمین و آخرین روز ثبت نام از داوطلبان نامزدی به تاریخ ۱۹ اردبیهشت ۱۳۸۸، به اتفاق تعدادی از اعضای کابینه و مشاوران، به وزارت کشور مراجعه و به‌طور رسمی ثبت نام نمود. وی یادآوری کرد که ستاد تبلیغاتی نخواهد داشت و هزینه‌ای صرف تبلیغات انتخاباتی نخواهد کرد.

## فعالیت‌های انتخاباتی

### نطق‌ها

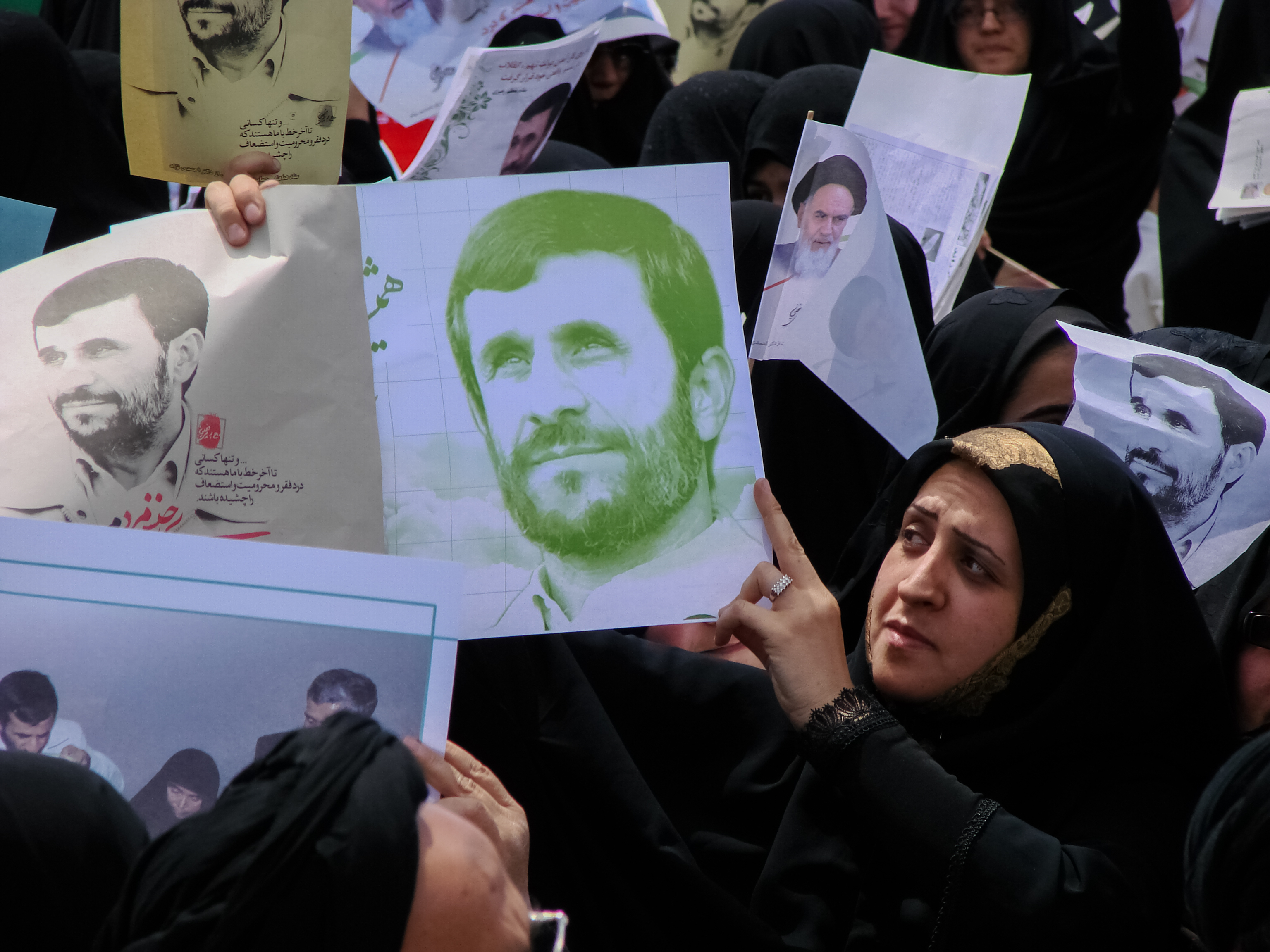
هواداران محمود احمدی نژاد در انتخابات ۱۳۸۸ در شهر قم

#### اظهارات در مورد عملکرد رقبا
وی در یک نطق رادیویی که شب چهارشنبه ۶ خرداد ۱۳۸۸ از رادیو سراسری ایران پخش شد نحوه انتقاد رقبایش از عملکرد دولت مطبوعش در جریان انتخابات را توهین خواند. او از نامزد خاصی نام نبرد، ولی هر یک از رقبایش به خصوص در زمینه اقتصاد انتقاداتی از قبیل «سوءمدیریت دولت وی باعث وضع کنونی است»، «ایران کشوری غنی است و سرنوشت ملتش فقر نیست»، «مسیر احمدی‌نژاد ما را به پرتگاه می‌برد» و «سیاست‌های اقتصادی دولت باعث گسترش فقر و بی عدالتی در کشور است» را بیان داشته‌اند و سیاست‌های اقتصادی دولت وی و چگونگی مصرف ۳۰۰ میلیارد دلار درآمد حاصل از فروش نفت و گاز طی دوره زمامداری‌اش را به چالش کشیده‌اند. وی که در سخنانش از واژه «ملت ایران» به کرات استفاده می‌کند، تبلیغات برخی نامزدها را نه توهین به خود که تحقیر توهین به ملت ایران خواند و اظهار داشت تاکنون در برابر سیل تهمت‌ها و توهین‌ها سکوت کرده‌است و از زمان روی کار آمدن وی حتی یک روزنامه هم به دستور دولت بسته نشده‌است. این اظهارات در حالی بیان می‌شود که انجمن صنفی روزنامه‌نگاران ایران گزارش کرده‌است که ۱۵ نشریه طی سال ۱۳۸۵ و ۲۹ نشریه طی سال ۱۳۸۶ توسط هیئت نظارت بر مطبوعات تحت امر وزارت فرهنگ و ارشاد اسلامی دولت وی توقیف یا لغو امتیاز شده‌اند و در تازه‌ترین مورد نیز در اردیبهشت‌ماه سال جاری، روزنامه یاس نو که از حامیان اصلاح طلبان بود توسط این وزارتخانه اجازه انتشار نیافت.

## تبلیغات انتخاباتی
- برخی رسانه‌های منتقد دولت از علی کردان به عنوان رئیس سایه ستاد تبلیغاتی احمدی‌نژاد نام بردند. کردان پست‌های مختلفی در دولت احمدی‌نزاد داشت و نهایتاً به دلیل ارائه مدرک جعلی دکترای حقوق توسط مجلش هشتم استیضاح و از پست وزارت کشور برکنار شد.[۱۵]

همچنین به گفته منتقدان دولت وی که مدت‌ها معاون مالی و اداری سازمان صداوسیما بوده‌است از نفوذ خود برای جلوگیری از انجام مناظره میان هواداران کاندیدها جلوگیری کرده‌است.
- احمدی‌نژاد در محافل مختلف اعلام نمود که فعالیت تبلیغاتی نخواهد داشت و تنها ممکن است ستادهای مردمی به صورت خودجوش به تبلیغات بپردازند. در این راستا مجتبی ثمره هاشمی مشاور محمود احمدی‌نژاد از سمت خود استعفاء داد تا به عنوان رئیس ستاد مردمی حامیان احمدی‌نژاد فعالیت کند.[۱۷]
- هوادران احمدی‌نژاد با استفاده از سرود ای ایران سرودی جدید در حمایت از وی ساختند.[۱۸]

### پس گرفتن فیلم انتخاباتی احمدی‌نژاد
به گفته رسانه‌های منتقد دولت، محمود احمدی‌نژاد فیلم نطق انتخاباتی‌اش را پس گرفته و نطق جدیدی را برای پخش ارائه کرده‌است. پس از قرعه‌کشی میان نامزدها ترتیب ارائه نطق انتخاباتی بصورتی بود که وی پس از موسوی، رضایی و کروبی آخرین نفری بود که به ارائه نطق انتخاباتی در ۴ خرداد پرداخت. این اقدام مغایر با مصوبات مربوط به تبلیغات انتخاباتی بوده‌است. هواداران میرحسین موسوی علت این اقدام احمدی‌نزاد را تأثیرگذاری سخنرانی انتخاباتی وی و گزارشاتی که حاکی از پیش افتادن او در برابر احمدی‌نژاد است و نگرانی حامیان دولت نهم عنوان کرده‌اند.

### افتتاح پیش از موعد راه‌آهن اصفهان-شیراز و کرمان-زاهدان و توقف آن‌ها
پروژهٔ احداث راه‌آهن بین شیراز و اصفهان که در دولت اصلاحات به تصویب رسیده‌بود، براساس برنامهٔ زمان‌بندی قرار بود در سال ۸۹ به اتمام برسد. با این حال محمود احمدی‌نژاد این طرح را در روزهای تبلیغات انتخابات افتتاح کرد ولی به دلیل عجله‌ای که در احداث این خط آهن شده‌بود، ریل‌ها بعد از حرکت اولین قطار کج شدند و این مسیر ۳ روز پس از افتتاح به ناچار تعطیل شد.
همچنین قرار بود در روز ۱۸ خرداد، احمدی‌نژاد برای افتتاح راه‌آهن ۵۴۶ کیلومتری کرمان-زاهدان به زاهدان سفر کند. با وجود اصرار دولت به افتتاح این راه‌آهن، به دلیل نیمه‌کاره بودن این خط، قطار آزمایشی در منطقه شورگرد دچار مشکل شد و باعث شد افتتاح این راه‌آهن به تأخیر بیفتد.

### افتتاح پالایشگاه گاز پارسیان
احمدی‌نژاد در فیلم تبلیغات انتخاباتی خود مدعی شد که پالایشگاه گاز پارسیان در زمان دولت نهم آغاز و افتتاح شده‌است. این درحالی است رسانه‌ها اسنادی از افتتاح فاز یک آن در زمان دولت خاتمی را ارائه کردند.
بیژن نامدار زنگنه، وزیر نفت دولت خاتمی، با ارسال نامه‌ای سرگشاده احمدی‌نژاد را به دروغگویی متهم کرد و گفت فاز دوم پالایشگاه گاز پارسیان در هنگام تحویل به دولت نهم ۲۶٪ پیشرفت فیزیکی داشته و فاز اول آن در زمان خاتمی در حضور مسئولان محلی افتتاح شده بود.
وی مدعی شد در دولت قبل روزنامه‌های منتقد را تحمل نمی‌کردند اما در این دولت با هیچ روزنامه‌ای برخورد نشده‌است. این در حالی است که خود احمدی‌نژاد از شاکیان روزنامه سلام بود و در دولت وی نیز بسیاری از مطبوعات توقیف شدند. آخرین نمونه آن توقیف روزنامه یاس نو در ایام انتخابات بود.
احمدی‌نژاد در فیلم تبلیغاتی خود مدعی ساخت ۵ کشتی در دولت نهم و تحویل آن شد در حالیکه رسانه‌های منتقد این موضوع را نیز غیرواقعی دانستند.

### فیلم انتخاباتی
سه فیلم مستند انتخاباتی احمدی‌نژاد در روزهای ۸ خرداد (شبکه یک ۲۱:۴۵)، ۱۴ خرداد (شبکه جام جم) و ۱۷ خرداد(۲۱:۴۵ شبکه یک) هر کدام به مدت ۳۰ دقیقه پخش خواهند شد. جواد شمقدری مشاور هنری وی که در دور نهم هم فیلم انتخاباتی‌اش را ساخته بود مسئولیت ساخت این فیلم‌ها را عهده‌دار بوده‌است.
پس از پخش اولین مستند مطالبی مبنی بر وجود دو بازیگر بندرعباسی بنام اکبر بنایی» و «اسماعیل آذربخت»، در فیلم بیان شد. در این راستا گفته شده که این دو تن در ستاد انتخاباتی احمدی‌نژاد بوده‌اند و از بازیگران سیمای بندرعباس هستند که از قبل در ستاد وی فعالیت داشتند و این جریان هم ساختگی نبوده و آن دو تن به عنوان هواداران وی بطور طبیعی رخ داده‌است.

## اتهام دروغ‌گویی
یکی از اتهامات مخالفان احمدی‌نژاد، دروغ‌گو خواندن وی و یارانش است. مهم‌ترین نمونه آن اظهارات مسیح مهاجری مدیرمسئول روزنامه جمهوری اسلامی (که به صاحب امتیازی علی خامنه‌ای منتشر می‌شود) بود که از شورای نگهبان درخواست کرد تا محمود احمدی‌نژاد را به دلیل دروغ‌گویی رد صلاحیت کند. او از این که در دولت احمدی‌نژاد دروغ گفتن حکم «مستحب مؤکد» و حتی «واجب» پیدا کرده انتقاد کرد و روزنامه‌های کیهان، ایران و بخش خبری ۲۰:۳۰ صدا و سیما را امکانات رسانه‌ای دولت نهم برای تخریب و «بی‌آبرو کردن» افراد توصیف کرد. او همچنین بزرگترین دروغ دولت نهم را پیروی از ولایت فقیه خواند. اظهارات مهاجری بقدری تند بود که تعدادی از فعالان سیاسی و نمایندگان مجلس خواستار پیگرد قضایی او شدند.
یوسف صانعی مرجع تقلید نیز در مراسمی به مناسبت وفات فاطمه زهرا و در حضور میرحسین موسوی بدون اشاره صریح به احمدی‌نژاد رأی دادن به دروغگو را حرام دانست و دولت را به گداپروری و عوام‌فریبی متهم کرد.
عطاالله مهاجرانی نیز که خبری در مورد سفر او به ایران برای کمک تبلیغاتی به مهدی کروبی و جلوگیری از پیشروی قاطع کاندیدای اصولگرایان در ایرنا منتشر شده‌بود، در یادداشتی در وبلاگش با اشاره به این که او در لندن است، خبر خلاف واقع خبرگزاری جمهوری اسلامی ایران را تنها یکی از دروغ‌های پرشمار رئیس‌جمهور و هوادارانش دانست.
همچنین در سفر احمدی‌نژاد به خرمشهر به مناسبت سالروز آزادی خرمشهر بسیاری از مردم شعار «دروغه دروغه» و «رئیس دروغگو» را سر می‌دادند.

## پیوستن مسؤولان ستادهای استانی احمدی‌نژاد به حامیان موسوی
در روز ۱۸ خرداد و چند روز پیش از برگزاری انتخابات، مسؤولان ستادهای استانی احمدی‌نژاد (ستاد رضوان)، با صدور بیانیه‌ای در حمایت از میرحسین موسوی به ستاد مرکزی موسوی پیوستند. این بیانیه با سخنی از پیشوای نخست شیعیان به این مضمون آغاز می‌شد:
زمانی بر مردم خواهد آمد که در آن ارج نیابد مگر فرد بی‌عرضه و بی‌حاصل، و خوش طبع و زیرک دانسته نشود مگر فاجر، مورد اعتماد قرار نگیرد مگر خائن، و به خیانت نسبت داده نشود مگر فرد درستکار و امین. در چنین روزگاری بیت‌المال را بهرهٔ شخصی خود گیرند و از قرآن جز نشان نماند و از اسلام جز نام.

## حامیان

### احزاب حامی
حزب موتلفه اسلامی؛؛ انصار حزب‌الله؛ جمعیت ایثارگران انقلاب اسلامی؛ جامعه اسلامی دانشجویان، اکثریت اعضای جامعه مدرسین حوزه علمیه قم، فراکسیون اصولگرایان مجلس، جنبش عدالتخواه دانشجویی، جبهه متحد اصولگرایان

### اشخاص حامی
مجتبی ثمره هاشمی، محمدتقی مصباح، مرتضی آقاتهرانی، علیرضا زاکانی، فاطمه رجبی، حسین فدایی،محمدرضا مهدوی کنی،غلامعلی حداد عادل ، ابوالقاسم خزعلی ، روح الله حسینیان ،حبیب الله عسگر اولادی   مهدی چمران، محمود فرشیدی
.

### روزنامه‌های حامی
وطن امروز، روزنامه جوان، روزنامه گسترش صنعت، روزنامه ایران

### هنرمندان حامی
فرهاد جعفری
خلیل عمرانی، مشفق کاشانی، فرج‌الله سلحشور، جواد شمقدری، جهانبخش سلطانی، ابوالقاسم طالبی، شهریار بحرانی، جعفر دهقانی، سید علیرضا سجادپور میلاد عرفان‌پور، محمدمهدی سیار، علی‌محمد مؤدب، نادر طالب‌زاده، جواد اردکانی، اکبر عبدی، جهانگیر الماسی، رضا ایرانمنش، ابوالفضل پورعرب، محسن علی‌اکبری، احمد میرعلایی، روح‌الله برادری، داوود اجاقلو، امیر امیری، قربان علی طاهری‌فرد، محمد میرزمانی، محمد بیگلری‌پور، کریم قربانی، محمدرضا علیقلی، شهریار فریوسفی، محمد گلریز، بیژن خاوری
.

### ورزشکاران حامی
یحیی گل محمدی
، حسین رضازاده، امیررضا واعظی‌آشتیانی

در مستند تبلیغاتی احمدی‌نژاد از تصاویر ارغوان رضایی به عنوان حامی استفاده شد که وی بعد این موضوع را تکذیب کرد. ارغوان رضایی در رابطه با اهدا کردن راکت‌های تنیسی به احمدی‌نژاد گفت: «ما را به یک مهمانی دعوت کردند. به عنوان یک نخبه ایرانی دعوت شده بودم و باید کاری می‌کردم و آن راکت‌ها را دادم. من آن راکت‌ها را به مردم ایران کادو کرده بودم و اصلاً این نبود که من این کار را برای شخص خاصی انجام داده باشم.

### حمایت مبهم جامعه مدرسین از احمدی‌نژاد
محمد یزدی با انتشار بیانیه‌ای یک خطی مدعی حمایت جامعه مدرسین حوزه علمیه قم از احمدی‌نژاد شد اما برخی اعضا در مصاحبه با رسانه‌ها اعلام کردند که احمدی‌نژاد موفق به کسب حمایت دو سوم اعضای جامعه نشده‌است و تنها اکثریتی از اعضا از وی حمایت کرده‌اند و محمد یزدی نظر آنان (و نه همه اعضا) را اعلام کرده‌است.
به گفته رسانه‌های منتقد دولت برخی مراجع (مکارم شیرازی، صافی گلپایگانی، حسین مظاهری و جعفر سبحانی) موافق حمایت از کاندید خاصی در انتخابات نبوده و بسیاری دیگر از چهره‌های سرشناس جامعه مدرسین (عبدالله جوادی آملی، ابراهیم امینی، رضا استادی، سیدمحسن خرازی، حسن طاهری خرم‌آبادی، محمد مؤمن، محمود هاشمی شاهرودی، مرتضی مقتدایی، حسین راستی کاشانی، علی‌اکبر مسعودی خمینی، محمدجواد فاضل لنکرانی، صادق لاریجانی، احمد صابری همدانی، عباس محفوظی، سیدابوالفضل میرمحمدی، محمدعلی فیض گیلانی، هاشم حسینی بوشهری، سیدمحمد غروی) مخالف حمایت از احمدی‌نژاد بوده‌اند.